# محوطه عبدالسلام ۱
محوطه عبدالسلام ۱ مربوط به دوره اشکانیان است و در شهرستان ایرانشهر، بخش بمپور، دهستان بمپور شرقی، ۵ کیلومتری شرق شهرک شهید بهشتی، ۲ کیلومتری جنوب چاه دوشنبه واقع شده و این اثر در تاریخ ۳۰ بهمن ۱۳۸۶ با شمارهٔ ثبت ۲۱۱۵۳ به‌عنوان یکی از آثار ملی ایران به ثبت رسیده است.